# ACC (lenguaje de programación)
ACC es 'casi' un compilador de C para el sistema operativo MS-DOS de la línea de IBM PC de computadoras para programas. El compilador y los programas compilados se pueden ejecutar en cualquier Intel 80386 o  PC corriendo en MS-DOS. Se incluye con el compilador un ensamblador 386 y un enlazador para combinar múltiples archivos objeto. También hay dos librerías, que son un modo protegido extensor de DOS (sobre la base de Thomas Pytel, el PMODE30B de AKA Tran + PMODE307 extensores de DOS), y una librería de funciones que se pueden llamar por los programas en C.
Los punteros son de 4 bytes, y pueden acceder a toda la memoria disponible. Toda la memoria se pueden asignar también. El compilador, ensamblador y enlazador son muy pequeños e funcionan muy rápido.
- Datos: Q375171